# Pecado Rasgado
Pecado Rasgado é uma telenovela brasileira produzida e exibida pela TV Globo de 4 de setembro de 1978 a 17 de março de 1979, em 168 capítulos. Substituiu Te Contei? e foi substituída por Feijão Maravilha, sendo a 22ª "novela das sete" exibida pela emissora.
Escrita por Silvio de Abreu, contou com a direção de Régis Cardoso.
Conta com as participações de Aracy Balabanian, Juca de Oliveira, Renée de Vielmond, Armando Bógus, Neuza Amaral, Nádia Lippi, Ney Santanna e Cláudio Cavalcanti.

## Sinopse
Ambientada em São Paulo, a trama é repleta de conflitos amorosos. Teca, uma famosa psicóloga, vive com a mãe Aída, viúva preocupada com o futuro da filha, desejando vê-la bem casada.
Teca trabalha com jovens, dentre eles, Cris, uma jovem rica e romântica que tem profunda admiração por ela. Perdera a mãe muito cedo e vive com o pai Renato e as tias Estela e Eunice. Renato, viúvo e quarentão, é um executivo de sucesso, vice-presidente de uma sofisticada joalheria. Inteligente e sedutor, apaixona-se por Teca ao se conhecerem em Paris. Entretanto, o romance desperta o ciúme doentio de Estela, jovem empresária que nutriu uma forte paixão pelo cunhado e, controladora, vive investigando seus passos, disposta a tudo para conquistá-lo.
Estela é o motivo dos problemas psicológicos de Eunice, sua irmã mais velha, mulher reprimida e perturbada desde a morte do marido. Verdadeira dona da joalheria da família, deu plenos poderes para Renato e Estela conduzirem os negócios e, assim, poder tratar sua depressão.
Nélio, secretário executivo e melhor amigo de Renato, é um dos poucos que têm real interesse pelo restabelecimento da saúde de Eunice, por quem tem grande carinho. O casal Maurício e Raquel possui uma agência de turismo. Sem que o marido saiba, Raquel é uma contrabandista que vende sua "muamba" em uma loja no centro da cidade, na companhia do seu amante Arthur.

## Elenco
| Interprete          | Personagem          |
| ------------------- | ------------------- |
| Aracy Balabanian    | Teca                |
| Juca de Oliveira    | Renato              |
| Renée de Vielmond   | Estela              |
| Armando Bógus       | Nélio               |
| Nádia Lippi         | Cristina (Cris)     |
| Ney Santanna        | Rodrigo             |
| Eloísa Mafalda      | Zoraide             |
| Rogério Fróes       | Maurício            |
| Renata Fronzi       | Raquel              |
| Neuza Amaral        | Eunice              |
| Edwin Luisi         | Sérgio              |
| Lady Francisco      | Helena              |
| Cláudio Cavalcanti  | Bruno               |
| Lúcia Alves         | Elizabete (Betinha) |
| Moacyr Deriquém     | Arthur              |
| Ida Gomes           | Aída                |
| Oswaldo Louzada     | Seu Bilu            |
| Kátia D'Angelo      | Beatriz             |
| João Carlos Barroso | Geraldo             |
| Myrian Rios         | Patrícia            |
| Élida L'Astorina    | Ana (Aninha)        |
| Carlos Gregório     | Taio                |
| Alcione Mazzeo      | Vera                |
| Lúcia Mello         | Gisélia             |
| Roberto Bonfim      | Augusto             |
| Yara Cortes         | Alice               |
| Felipe Carone       | Mariano             |
| Leonor Navarro      | Delfina             |
| Juan Daniel         | Seu Miguel          |
| Gilda Sarmento      | Olímpia             |
| Tony Ferreira       | Júlio               |
| Julciléa Telles     | Heloísa             |
| Agnes Fontoura      | Tita                |

### Participações
| Interprete        | Personagem                                             |
| ----------------- | ------------------------------------------------------ |
| Alciro Cunha      | Barbosa (Fiscal de alfândega que trabalha para Raquel) |
| Antônio Patiño    | Honório (Pai de Rodrigo e Taio)                        |
| Ênio Santos       | Plínio (Marido de Eunice)                              |
| Marly Aguiar      | Dina (Secretária do consultório de Teca)               |
| Otávio Augusto    | Dr. Castilho (Psicólogo, amigo de Teca)                |
| Pepa Ruiz         | Sarita (Amiga de Aída e Bilu)                          |
| Regina Lara       | Marta (Amiga de Renato e Nélio)                        |
| Thelma Elita      | Ully (Modelo, amiga de Teca que vive em Paris)         |
| Nathalia do Valle | Mulher que conversa com Renato no bar (cap. 57)        |

## Produção
Os seis primeiros capítulos foram gravados em Paris, onde Teca e Renato se conhecem. O diretor Régis Cardoso teve que usar de propina para conseguir gravar à vontade na Torre Eiffel e no Aeroporto Charles de Gaulle. A novela também teve cenas feitas em Buenos Aires.
Pecado Rasgado marcou a estreia de Sílvio de Abreu como autor na Globo. No ano anterior (1977), anda na TV Tupi, ele havia adaptado o romance Éramos Seis de Maria José Dupré, em parceria com Rubens Ewald Filho. Os dois foram contratados pela Globo. Silvio escreveu Pecado Rasgado, enquanto Rubens adaptava para o horário das seis outro livro de Maria José Dupré, Gina.
Em Pecado Rasgado, Sílvio de Abreu pouco pôde mostrar de suas habilidades como escritor de comédia, por limitações administrativas da emissora. O autor comentou acerca das dificuldades enfrentadas: "Foram muitas [dificuldades], a começar pelo estilo que eu estava querendo implantar em novelas, que privilegiava a comédia em detrimento do romance, coisa que só consegui emplacar em 1981, com Jogo da Vida. (...) Tudo era muito novo e assustou o conservadorismo da emissora e do público. Para mim, foi uma novela sem graça e desinteressante, que desperdiçou vários talentos e resultou no meu pedido de demissão da Rede Globo, jurando que nunca mais escreveria uma novela. (...) A Globo nunca reclamou da novela, mas eu via que a repercussão era insignificante. (...) Acho que minha falta de experiência, na época, foi a grande responsável por este mico em minha carreira.". Outros fatores que comprometeram o bom andamento da novela foram o numeroso elenco de coadjuvantes e os desentendimentos de Sílvio com Régis Cardoso, levando parte dos atores a se indisporem durante os trabalhos.
A novela marcou a estreia de Nádia Lippi, Ney Santanna e Élida L'Astorina na Globo.
A criativa abertura mostrava, numa animação, Adão e Eva correndo atrás de uma maçã - a marca registrada da novela - ao embalo da música "Não Existe Pecado ao Sul do Equador", de Chico Buarque interpretada por Ney Matogrosso. Esse tema ganharia um novo arranjo para a abertura de Dona Anja, produzida pelo SBT em 1997, com um verso que havia sido censurado nos anos 70 e não pôde aparecer em Pecado Rasgado: "vamos fazer um pecado safado debaixo do meu cobertor".

## Exibição
Foi reapresentada no Vale a Pena Ver de Novo de 5 de setembro de 1983 a 10 de fevereiro de 1984, em 115 capítulos, substituindo Plumas e Paetês e sendo substituída por Água Viva.

### Outras Mídias
Em 12 de agosto de 2024, foi disponibilizada na íntegra pelo Globoplay, como parte do Projeto Resgate. O resgate da trama foi realizado em homenagem a atriz Aracy Balabanian, falecida no ano anterior.

## Outras versões
- Pecado Rasgado foi adaptada em 1990 pelo Canal 13 no Chile, com o título Acércate más.

## Trilha sonora

### Nacional
Fontes: Memoria Globo, Teledramaturgia
Capa: logotipo da novela
| N.º | Título                                | Música          | Personagem         | Duração |  |
| 1.  | "Meu Pensamento é Você"               | Serginho Herval | Cris e Rodrigo     |         |  |
| 2.  | "Senhorita"                           | Hermes Aquino   | Bruno e Helena     |         |  |
| 3.  | "Sossego"                             | Tim Maia        | Geraldo            |         |  |
| 4.  | "Venha"                               | Fábio           | Renato             |         |  |
| 5.  | "Sol da Meia-noite (Midnight Sun)"    | Miúcha          | Betinha            |         |  |
| 6.  | "Fique Um Pouco Mais"                 | Rosana          | Zoraide e Maurício |         |  |
| 7.  | "Não Existe Pecado ao Sul do Equador" | Ney Matogrosso  | Abertura           |         |  |
| 8.  | "Hey Baby"                            | Harmony Cats    | Núcleo Jovem       |         |  |
| 9.  | "Quero"                               | Sidney Magal    | Raquel e Arthur    |         |  |
| 10. | "De Fogo, Luz e Paixão"               | Gal Costa       | Teca               |         |  |
| 11. | "Dance Comigo"                        | Gemini          | Núcleo Jovem       |         |  |
| 12. | "Ele ou Você"                         | Elizângela      | Nélio              |         |  |
| 13. | "Nada Mais"                           | Golden Boys     | Geraldo e Beatriz  |         |  |
| 14. | "Venha de Lá"                         | Aquarius        | Estela             |         |  |

### Internacional
Fontes: Memoria Globo, Teledramaturgia
Capa: maçã mordida
| N.º | Título                           | Música          | Personagem        | Duração |  |
| 1.  | "You And I"                      | Rick James      | Aninha            |         |  |
| 2.  | "Grease"                         | Mike Brook      | Eunice            |         |  |
| 3.  | "You Make Me Feel (Mighty Real)" | Sylvester       | Aída e Seu Bilu   |         |  |
| 4.  | "Your Love"                      | Danny Shann     | Estela            |         |  |
| 5.  | "Keep On Jumpin' "               | Musique         | Sérgio            |         |  |
| 6.  | "When You're Loved"              | Debby Boone     | Bruno e Helena    |         |  |
| 7.  | "Love Now, Hurt Later"           | Giorgio Moroder | Gisélia           |         |  |
| 8.  | "You"                            | Rita Coolidge   | Betinha           |         |  |
| 9.  | "Do Or Die"                      | Grace Jones     | Taio              |         |  |
| 10. | "I Will Still Love You"          | Stone Bolt      | Geraldo e Beatriz |         |  |
| 11. | "La Booga Rooga"                 | Björn Skifs     | Geral             |         |  |
| 12. | "Places"                         | Steve McLean    | Cris e Rodrigo    |         |  |
| 13. | "Themes From "The Wizard Of Oz"" | Meco            | Geral             |         |  |
| 14. | "Que Hay Que Hacer Para Olvidar" | Danny Cabuche   | Teca e Renato     |         |  |